# 班農 (亞利桑那州)
班農（英語：Bannon）是位於美國亞利桑那州阿帕契縣的一個非建制地區。該地的面積和人口皆未知。

## 地理
班農的座標為34°15′14″N 109°44′33″W / 34.25389°N 109.74250°W，而該地的平均海拔高度為2145米（即7037英尺）。